# Сімеїзький парк
Сімеїзький парк — курортний парк в селищі міського типу Сімеїз (Автономна Республіка Крим). Закладений в 1930—1935 роках на площі понад 10 га.
Парк розташований в Новому Сімеїзі біля підніжжя гори Ай-Панда і розмістився на кам'янистих схилах від головного проспекту курорту до берега моря. З півночі межує з украй неспокійним рельєфом відрогів яйли, зрідка покритих залишками низькорослого лісу; із заходу вимальовувалися красиві контури гори Кішка; з півдня видно спокійна блакитна бухта, що омиває своїми водами скелю Діва і уламки каменів біля її підніжжя.
Розбиття парку носить змішаний характер: у центрі, по головному проспекту курорту, він влаштований в регулярному стилі, а на схилах — в ландшафтному.
Основою для насаджень парку послужили залишки природного південнобережного лісу з пануванням ялівцю високого і супутніх йому порід: терпентинного дерева, дуба пухнастого, грабінника, жасмину чагарникового і ялівцю колючого. Ці породи складають головну масу зеленого фонду на схилах прибережної частини ландшафтного парку. До них тільки частково подекуди домішані групи екзотов посухостійких порід, зокрема кипариси, кедри, дрік іспанський, дерево Юди і деякі інші. На пологіших місцях ландшафтного парку основу насаджень складають екзоти, а місцеві породи супроводять їх.
На рівних місцях, включаючи головний проспект курорту і ділянки, що примикають до нього, організований регулярний парк, в насадження якого включені переважно екзоти. Парадною частиною цього парку є головний проспект курорту, влаштований у вигляді довгого квіткового партеру, розміщеного по осі проспекту. Цей партер по сторонах обсаджений кипарисом пірамідальним, а в центрі рясно насичений квітами. Партер в міру прикрашений копіями класичних скульптур.
У парці є до 70 видів і форм дерев і чагарників. З них найцікавіші лавровишня лікарська і дуб кам'яний, сформовані у вигляді величезних куль, тіс ягідний колонновидний і софора японська плакуча. Чудові тут сосни, кипариси, кедри, олеандр.
Сімєїзький парк цікавий як з естетичного боку, так і з погляду стійкості його насаджень до вельми жорстких погодних умов посушливої зони крайнього півдня.